# Poenița (okręg Vâlcea)
Poenița – wieś w Rumunii, w okręgu Vâlcea, w gminie Golești. W 2011 roku liczyła 73 mieszkańców.